# Georges Johin
Georges Édouard Johin (Parigi, 31 luglio 1877 – Tessancourt-sur-Aubette, 6 dicembre 1955) è stato un giocatore di croquet francese.
Partecipò ai Giochi della II Olimpiade di Parigi nella gara di singolo, una palla, dove vinse la medaglia d'argento, e nella gara di doppio, dove vinse la medaglia d'oro con Gaston Aumoitte.

## Palmarès
| Anno | Manifestazione | Sede   | Evento             | Risultato |
| ---- | -------------- | ------ | ------------------ | --------- |
| 1900 | Olimpiadi      | Parigi | Singolo, una palla | Argento   |
| 1900 | Olimpiadi      | Parigi | Doppio             | Oro       |